# Selene (Underworld)
 (mai 2024).
- Si vous ne connaissez pas le sujet, laissez ce bandeau (vous pouvez alors contacter les auteurs).
- Si vous supprimez le contenu mis en cause (vous pouvez préalablement contacter les auteurs),

argumentez précisément cette suppression dans la page de discussion
(un manque de référence n'est pas un argument ; une recherche réelle de référence doit avoir été effectuée, être formellement documentée).
Pour les articles homonymes, voir Selene.
Selene est un personnage de fiction de la série de films Underworld. Jouée par Kate Beckinsale, elle est le personnage principal de la série.
Dans le premier volet, Selene est un Serviteur de la Mort, entrainée pour chasser les lycans. Mais à la suite de sa liaison avec l'hybride Michael Corvin et au meurtre d'un aîné, elle devient une paria et se voit obligée de fuir les vampires tout en affrontant les lycans. Lors du cinquième volet, elle devient l'un des membres du Conseil des Vampires et acquiert de nouveaux pouvoirs.

## Biographie

### Origines
Née au Moyen Âge, Selene, initialement humaine, vivait apparemment au sein d'une famille d'artisans. Son père était, selon le peu d'informations disponibles dans le deuxième volet, le chef des travaux ainsi que le créateur de la prison de William Corvinus, premier des Lycans et frère jumeau de Markus, le premier vampire. 
Des années plus tard, afin de protéger le secret de l'emplacement de la prison de William, Viktor assassina toute la famille de Selene mais épargna cette dernière et la transforma en vampire, lui conférant de ce fait l'immortalité. La clémence de Viktor à son égard provient de la ressemblance de Selene avec Sonia, la fille biologique de Viktor, qu'il condamna lui-même à mort pour avoir aimé un Lycan, Lucian. 
Selene devint alors un Serviteur de la Mort, assassins chargés de débusquer les Lycans et de les éliminer. Selene vécut ainsi pendant six siècles, ignorant tout de son passé, croyant, sur les dires de Viktor, que sa famille avait été anéantie par les Lycans et que ce dernier lui avait sauvé la vie, lui permettant de venger sa famille.

### Underworld
Après avoir passé six siècles de sa vie d'immortelle à se consacrer entièrement à la traque des Lycans, elle rencontre un humain, Michael Corvin, dernier descendant direct d'Alexander Corvinus, père des immortels, qui va modifier à jamais sa vision du monde. 
Michael est traqué par Lucian, chef des Lycans. Michael étant un descendant des Corvinus, il est porteur de la souche Corvinus qui permet de lier le sang des deux espèces et de créer des hybrides. Éprise malgré elle d'amour pour lui, elle lui sauvera la vie en le mordant après son empoisonnement par l'argent. Michael s'étant aussi fait mordre par Lucian, il deviendra à la suite de cette morsure le premier être hybride : Mi-vampire, mi-Lycan, plus fort que les deux espèces réunies. La souche Corvinus va en effet mélanger les deux sangs. 
Prête à trahir les siens pour protéger celui qu'elle aime, elle tuera Viktor, son ancien protecteur, pour l'empêcher de mettre un terme à la vie de Michael et avoir appris qu'il était le seul responsable du massacre de sa famille. 

### Évolution
À la suite du meurtre de Viktor, Selene et Michael deviennent des parias et doivent fuir les vampires qui veulent se venger tout en évitant les Lycans.
Lorsque le dernier des aînés encore vivant, Markus, apprend que Selene connait l'emplacement de la cellule de son frère, William, celui-ci lui donne alors la chasse. En effet, Selene se souvient d'avoir été sur les lieux. Il suffirait donc à Markus de la mordre pour voir ses souvenirs.
Selene décide de partir à la recherche de Andreas Tanis qui contacte Alexander Corvinus, le premier immortel qui est encore en vie. Mais lors de la rencontre ils sont attaqués par Markus qui tue son père et laisse Michael pour mort. Markus arrive à trouver les réponses qu'ils voulaient dans le sang de Selene et part donc chercher son frère. Avant de mourir, Alexander fait boire un peu de son sang à Selene, ce qui lui permet d'hériter de la souche Corvinus et donc de devenir plus puissante. 
Selene part avec un escadron d'Alexander à la prison de William pour empêcher Markus de le libérer mais ils arrivent trop tard. William tue l'escadron et Selene est obligée d'affronter Markus. Elle est rejointe par Michael, toujours en vie. Ce dernier tue William et Selene tue Markus.
Après le combat, Michael découvre que Selene peut maintenant résister à la lumière du soleil grâce à la souche Corvinus.

### Nouvelle Ère
Au début du film, il est révélé que les humains sont maintenant au courant de l’existence des vampires et des Lycans. Jusqu’à présent, leurs existence était restée secrète grâce à la présence d'exterminateurs vampires qui s'occupaient des témoins. Les humains décident de lancer une procédure de décontamination pour tuer les vampires et les Lycans. 
Selene et Michael décident de fuir. Mais alors que Selene tente de rejoindre Michael, ce dernier est attaqué et elle est capturée par Antigen, un laboratoire scientifique. Elle se réveille douze ans plus tard dans un monde sans vampires et sans Lycans. Elle apprend qu'elle n'est pas la seule à s'être réveillée. Elle pense d'abord à Michael, mais c'est en fait Eve, une jeune hybride. Elle finit par comprendre que cette dernière est sa fille biologique. Elle est donc convoitée par les Lycans qui ont su rester dans l'ombre et ayant trompé les humains pour survivre. Elle apprend aussi que beaucoup de vampires ont survécu et vivent cachés. Elle fait notamment la connaissance de David, un vampire dont le père, Thomas, dirige un groupe de survivants.
Selene apprend qu'Antigen est en fait un laboratoire utilisé comme couverture par un groupe de Lycans. Ces derniers enlèvent Eve. Selene s'allie à un inspecteur de police humain, Sebastian, et sera aidée par David. Lors d'un combat dans les locaux de la société, elle se retrouve face à Michael Corvin, lui aussi cryogénisé. Elle décide d’entamer la procédure de dé-cryogénisation et part affronter le fils du directeur d'Antigen, devenu un Lycan très puissant à la suite de l'injection du sang de Eve dans son corps. 
Après avoir sauvé Eve, la jeune fille révèle a Selene qu'elle peut voir ce que voit Michael. Elle découvre donc que, pendant le combat, Michael s'est réveillé et, ignorant la présence de Selene dans l'immeuble, s'est échappé.

### Blood Wars
Les vampires et les Lycans s'étant fait suffisamment oublier, ils recommencent à vivre et à se battre comme avant la décontamination. Les Lycans ont un nouveau chef, Marius. Les vampires ont repris possession de leurs différentes demeures et ont formé un nouveau Conseil des Vampires composé de nouveaux anciens ainsi que un nouveau groupe de Serviteurs de la Mort.
Selene redevient donc une cible pour les vampires, bien décidés à lui faire payer sa trahison. Selene recherche toujours Michael mais seule. Elle s'est éloignée d'Eve pour ne pas la mettre en danger. Lors d'un affrontement avec un groupe de Lycans, elle est sauvée par David qui souhaite l'aider dans ses recherches. Ce dernier est blessé, ce qui pousse Selene à le conduire dans un repère secret de vampire pour le soigner. Là-bas, elle est localisée par un groupe de vampires. Elle apprend alors que les membres du Conseil acceptent de pardonner ses actions contre les vampires si elle entraîne les nouveaux Serviteurs de la Mort. 
Mais ceci est un piège de Semira et de son protégé, Varga. Semira était l'ancienne favorite de Viktor avant l'arrivée de Selene et veut se venger. Elle voulait donc trouver un moyen d'attirer Selene pour la tuer et prendre son sang. 
Selene est capturée par Semira mais elle est sauvée par David et Thomas. Ce dernier perd la vie lors du combat mais David arrive à s'enfuir avec Selene. Lors de sa fuite, il découvre qu'il peut résister à la lumière du soleil. En effet, quand Selene a sauvé sa vie dans le précédent volet, elle lui a transmis la souche Corvinus. 
Selene et David décident de suivre la dernière volonté de Thomas et de partir rencontrer un groupe de vampires dans le nord. David apprend que sa mère, dont il ignorait l’identité, est Amelia, l'une des Aînées. Il est donc son héritier et gagne donc le droit d'être membre du Conseil. Le château des vampires du nord est alors attaqué par Marius et ses Lycans. Lors d'un combat contre Marius, Selene est gravement blessée par Alexia, une vampire éprise de Marius. Ce dernier souhaite savoir où se trouve Eve pour lui prendre son sang. En effet, Marius possède du sang qui lui permet de devenir un Lycan plus puissant, mais va bientôt en manquer. Selene se laisse glisser sous la glace et est laissée pour morte. Lena, la fille du chef des vampires du nord, récupère son corps et la fait "hiberner" pour la faire voyager dans l’au-delà pour la rendre plus forte.
Pendant ce temps, David réclame sa place au sein du Conseil et décide de faire emprisonner Semira pour sa trahison. Mais la demeure des vampires est attaquée par Marius. Lors du combat, Selene fait son retour. Elle est maintenant plus forte et peut se déplacer à une vitesse surhumaine. David tue Semira et Selene achève Marius. Lors du combat, elle goûte au sang de ce dernier et apprend que le sang qui permettait à Marius de devenir un Lycan plus puissant était le sang de Michael. Marius le gardait en otage depuis longtemps, mais l'a tué en le vidant de son sang. 
À la suite de la mort de leur chef, les Lycans fuient. Selene est alors invitée à rejoindre le Conseil des Vampires et devient une aînée. Lena lui apprend que Eve est à sa recherche. Selene rejoint alors le nord où Eve la rejoint.

## Filmographie
- Underworld
- Underworld 2 : Évolution
- Underworld : Nouvelle Ère
- Underworld: Blood Wars